# Ahititi
Ahititi ist eine kleine Siedlung in der Region Taranaki auf der Nordinsel von Neuseeland.

## Namensherkunft
Der Name des Ortes bedeutet in der Sprache der Māori zerlegt: ahi = "Kochfeuer" und titi = "Sturmvögel".

## Geographie
Ahititi liegt direkt am New Zealand State Highway 3 rund 50 km nordöstlich von New Plymouth. Die North Taranaki Bight liegt nur 5 km westlich des Ortes und ist nach Norden über den State Highway 3 und den Ort Tongaporutu und in 28 km Entfernung über Mokau erreichbar. Ins Inland führt die Verbindung direkt östlich über den New Zealand State Highway 40 und den 16 km östlich entfernt liegenden Ort Kotare.
Südlich von Ahititi liegt das Mt Messenger Conservation Area mit dem 306 m hohen Mt Messanger als dem höchsten Berg der Umgebung und im Norden des Ortes breitet sich das Gebiet des Hutiwai Conservation Area aus.
Nordöstlich von Ahititi fließt der Tongaporutu River vorbei und mündet etwa 5 km nordwestlich bei Tongaporutu in die Tasmansee.

## Bildungswesen
Die Siedlung verfügt mit der Ahititi School über eine Grundschule mit den Jahrgangsstufen 1 bis 8. Im Jahr 2015 besuchten 20 Schüler die Schule.